# Bisdom Kuzhithurai
Het bisdom Kuzhithurai (Latijn: Dioecesis Kuzhithuraiensis) is een rooms-katholiek bisdom met als zetel Kuzhithurai, in India. Het bisdom is suffragaan aan het aartsbisdom Madurai. 

## Geschiedenis
Het bisdom werd opgericht op 22 december 2014, uit delen van het bisdom Kottar.

## Parochies
Het bisdom had in 2021 een oppervlakte van 915 km2 en telde 777.183 inwoners waarvan 32,0% rooms-katholiek was.

## Bisschoppen
- Jerome Dhas Varuvel (22 december 2014 - 6 juni 2020)
  - Antony Pappusamy (apostolisch administrator: 6 juni 2020 - 13 januari 2024)
- Albert George Alexander Anastas (13 januari 2024 - heden)

## Galerij van afbeeldingen

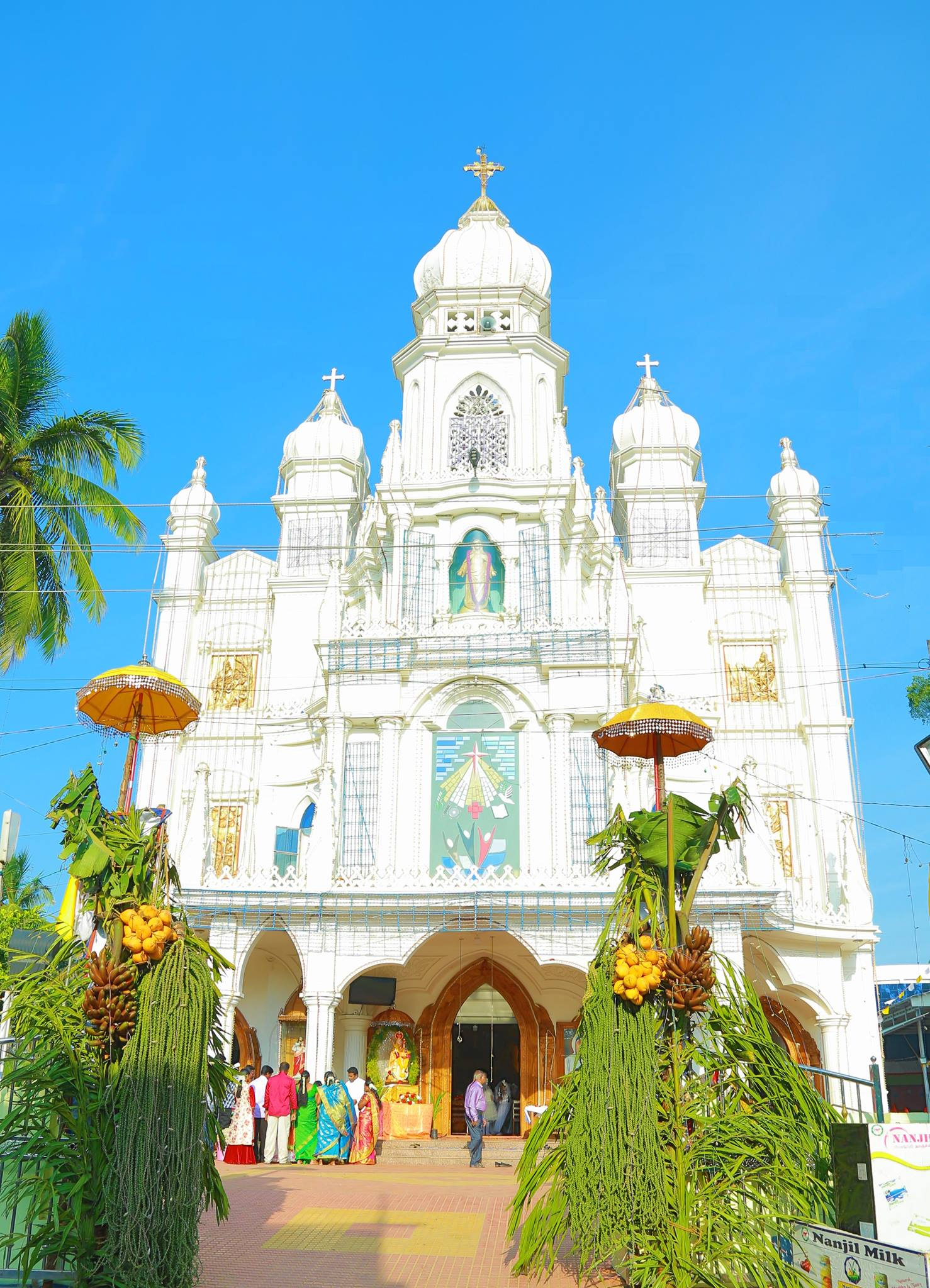
Heilige Maria-basiliek in Mulagumudu
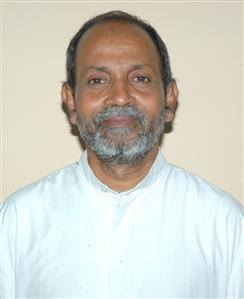
Bisschop Jerome Dhas Varuvel (2014-2020), de eerste bisschop

Madurai (aartsbisdom) · Dindigul · Kottar · Kuzhithurai · Palayamkottai · Sivagangai · Tiruchirapalli · Tuticorin